# Edward Johnston
Edward Johnston, född 11 februari 1872, död 26 november 1944, var en brittisk kalligraf som, tillsammans med Rudolf Koch, betraktas som den moderna kalligrafins fader, i den speciella formen av den bredkantade pennan som ett skrivverktyg.
Han är mest känd som designern av Johnston, ett sans-serif typsnitt som användes i hela Londons tunnelbana fram till 1980-talet. Han gjorde också om den berömda Rundelsymbolen för Londons tunnelbana år 1917, som användes i hela systemet. Rundelsymbolen visar bland annat stationsingångarna.
|  |  |  |